# Aglaia leucoclada
Aglaia leucoclada är en tvåhjärtbladig växtart som beskrevs av C. Dc.. Aglaia leucoclada ingår i släktet Aglaia och familjen Meliaceae. Inga underarter finns listade i Catalogue of Life.